# ニミッツ級航空母艦に関連する作品の一覧

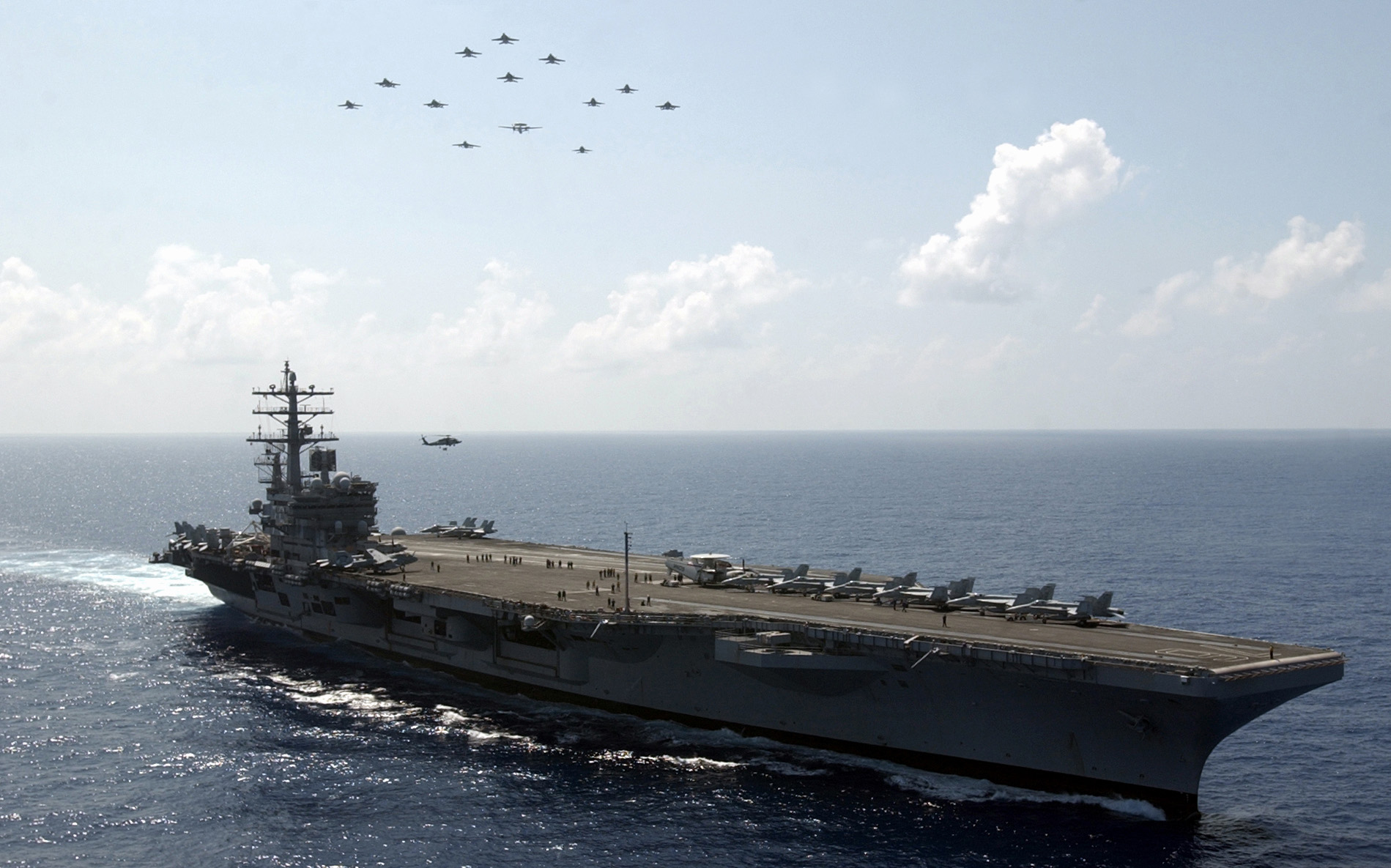
CVN-76「ロナルド・レーガン」

ニミッツ級航空母艦に関連する作品の一覧（ニミッツきゅうこうくうぼかんにかんれんするさくひんのいちらん）は、アメリカ海軍が運用するニミッツ級航空母艦（原子力空母）に関連する作品の一覧である。
世界初の量産型原子力空母であるニミッツ級は、現代のアメリカ海軍をひいては現用空母そのものを象徴する存在であり、数多くの作品に登場している。

## 映画・テレビ番組

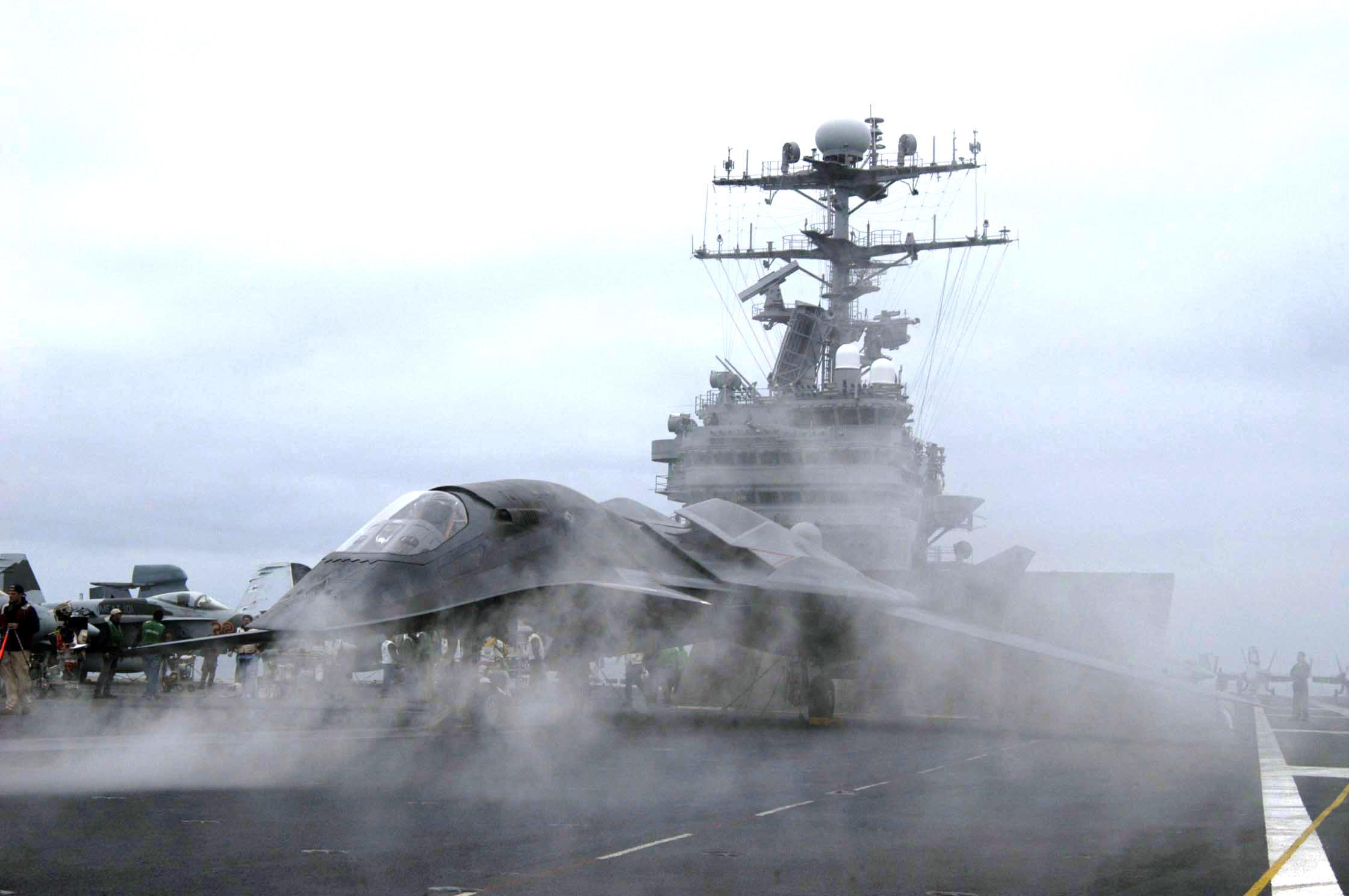
「エイブラハム・リンカーン」で行われた『ステルス』の撮影

『DCエクステンデッド・ユニバース』
『スーサイド・スクワッド』
艦名不明艦が登場。 エンチャントレスの作り出した最終兵器の攻撃を受け破壊される。
『アクアマン/失われた王国』
艦名不明艦が1隻登場。国際連合への加盟を求めるアトランティス王国の外交使節団を迎えるべく、ハドソン川河口に展開する。

『G.I.ジョー』
エピローグにG.I.ジョーの母艦として架空艦「フラッグ」が登場。ハルナンバーは99。
『THE DAYS』
第8話に「ロナルド・レーガン」が登場。東日本大震災発生を受け、トモダチ作戦の一環として宮城県沖に展開する。
『THE NEXT GENERATION パトレイバー』
第6話に「ジョージ・ワシントン」が登場。怪獣ガッ★の目撃が相次ぐ網代湾へ日米安保条約を口実に来航するが、原子力空母を忌避する熱海市長の要請を受けて引き上げる。なお、来航した理由は作中では「面白がっているのでは」と推測されている。
『ウルトラゾーン』
第19回に艦名不明の艦が登場。アイキャッチにてリドリアスを着艦させる様子が描かれている。
『エネミー・ライン』
主人公たちの母艦として「カール・ヴィンソン」が登場。NATO軍の指揮下でボスニア紛争に介入しており、停戦後も紛争再発に備えてアドリア海に臨戦態勢のまま展開していた最中、主人公が乗るF/A-18F スーパーホーネットがボスニア上空で偵察飛行中に撃墜されたことを受け、救出作戦に当たるアメリカ海兵隊の前線基地となる。
『オブリビオン』
艦名不明艦が登場。主人公ジャック・ハーパーがスカヴとの戦闘で所在不明となったドローン172を捜索中にバイクで通過した、元は海であったと思しき荒地に1隻が放置されている。
『温泉シャーク』
「ジョージ・ワシントン」が登場。「温泉シャーク」の群れに侵されたS県暑海市に対する「温泉地破壊指令」の発令を受け、編成された日米連合艦隊の中核となる。
『カリフォルニア・ダウン』
終盤に艦名不明の同型艦が登場。巨大地震と巨大津波に襲われたサンフランシスコに救援のため船団とともに来航する。アイランドとマストが分離していることから8番艦以前の艦と推測できる。
『キャプテン・アメリカ:ブレイブ・ニュー・ワールド』
「ロナルド・レーガン」が登場。セレスティアル島を巡る日米関係の悪化を受けてインド洋に展開するが、艦載するF/A-18Eのパイロットが思考を操作され日本艦隊を襲撃したために、サディアス・ロス大統領が乗艦した状態で日本側の反撃を受けることになる。
『ゴジラシリーズ』
『GODZILLA ゴジラ』
架空艦「サラトガ」が登場。ハルナンバーは88。日本沿岸で研究機関「モナーク」の科学者らを乗艦させた後、ホノルルを襲ったムートーへの攻撃や、サンフランシスコへと向かうゴジラの追跡を行う。
撮影には「ロナルド・レーガン」が使用されている。
『シン・ゴジラ』
横須賀基地所属とされる艦名不明の艦が登場。日本の首都圏にゴジラが襲来したことを受け、避難のために横須賀基地から緊急出航し、2度目のゴジラ襲来の後にシンガポールへ向かう。
『ゴジラ キング・オブ・モンスターズ』
艦名不明の艦が1隻登場。バミューダ近海のモナーク第54前進基地「キャッスル・ブラボー」付近に集結した艦隊に含まれており、海底のゴジラを核弾頭魚雷で生き返らせるモナーク・米軍の共同作戦に参加する。その後水没したワシントンD.C.の戦闘にて大破している。
『ゴジラvsコング』
「ニミッツ」と「サラトガ」と艦名不明艦が登場。「ニミッツ」は第4艦隊所属艦として、ゴジラのペンサコーラ襲撃を受けて出動する。「サラトガ」と艦名不明艦は、髑髏島から南極へコングを運ぶ輸送艦隊に護衛艦として参加しており、「サラトガ」はタスマン海でゴジラの襲撃を受け、飛行甲板がゴジラとコングの戦いの舞台となった結果、コングへ放たれたゴジラの放射熱線の直撃を受けて轟沈する。
『ステルス』
主人公たちの母艦として「エイブラハム・リンカーン」が登場。アメリカ海軍の架空ステルス戦闘機「F/A-37 タロン」および「E.D.I.」を艦載し、各機が投入される対テロ作戦における前線基地として運用される。
ただしスケジュールの関係上、後半のシーンは「リンカーン」ではなく、「カール・ヴィンソン」や「ニミッツ」で撮影している。
『大怪獣東京に現わる』
「エイブラハム・リンカーン」が登場。日本を襲った2体の怪獣に対応するためワシントンを出港し、終盤で日本近海に到着する。作中ではニュースでその名が語られるのみで、姿が映ることはない。
『ティアーズ・オブ・ザ・サン』
「ハリー・S・トルーマン」が登場。ナイジェリアで内戦が起きたため出動し、ナイジェリアから救出された在留外国人を収容するほか、救助作戦に当たるNavy SEALsの前線基地にもなり、支援のためSH-60B シーホークやF/A-18A/C ホーネットを発艦させる。
『トータル・フィアーズ』
「ジョン・C・ステニス」が登場。米・露大戦勃発の引き金として、裏切り将校の命令を受けたロシア空軍のTu-22M バックファイアから攻撃を受ける。
『トップガン マーヴェリック』
「セオドア・ルーズベルト」が登場。「ならず者国家」の極秘ウラン濃縮プラント攻撃に臨む、主人公らのF/A-18E/F部隊「ダガーズ」の母艦を務める。
『トランスフォーマー/リベンジ』
「セオドア・ルーズベルト」と「ジョン・C・ステニス」が登場。「セオドア・ルーズベルト」は、ディセプティコンの攻撃を受け沈没する。ただし、沈没シーンではハルナンバーが74になっているが、これは「ジョン・C・ステニス」のハルナンバーである。
『パシフィック・リム』
「ジョン・C・ステニス」が登場。過去の記録映像の中で、怪獣カイセフの死骸を飛行甲板上に乗せて輸送する様子が映されている。
『バトルシップ』
｢ロナルド・レーガン」が登場。2012年度のリムパック演習に旗艦として参加しており、主人公であるホッパー大尉の恋人の父親で、艦隊司令官でもあるシェーン提督が座乗する。ハワイ沖に落下したエイリアンの侵略兵器がバリアを発生させた際、バリアの範囲内に入ることはなかったものの、バリア内に取り残されたホッパーらの救援に向かえずバリアの外で待機していたが、ホッパーが指揮するアイオワ級戦艦「ミズーリ」の砲撃によってバリア発生装置が破壊されると、すぐさま艦載機のF/A-18Cを発艦させ、彼らの窮地を救っている。
『ファイナル・カウントダウン』
1979年当時の「ニミッツ」が登場。突如として発生した謎の嵐によって真珠湾攻撃直前の時代にタイムスリップし、歴史に介入するかどうかの決断に迫られる。
アメリカ海軍全面協力の下、実物と搭載するF-14 トムキャットを始めとした艦載機が撮影に使用されている。
『ワールド・ウォーZ』
国連軍大西洋艦隊の参加艦として「ジョン・C・ステニス」が登場。Zの感染原因の調査に向かう、主人公らの乗るAn-12 カブ（作中ではアメリカ海軍の輸送機を演じている）をニューヨーク沖から発艦させる。

## アニメ・漫画
『BLUE SEED』
テレビアニメ版第24話に艦名不明の同型艦が登場。スサノオが発生させた巨大植物に覆われてしまった東京に対して、ICBMによる核攻撃の準備の一環として艦隊を率い、日本近海に展開する。
『DEVILMAN crybaby』
第7話・第8話に艦名不明の第7艦隊所属艦が登場。デーモンの出現原因をロシアの生物兵器だとする判断に基づき出撃するが、艦隊もろとも謎の光の球体に飲み込まれて消滅する。
『OBSOLETE』
第7話に「ニミッツ」が登場。ボウマン率いるアメリカ海兵隊部隊を乗艦させている。
『Project BLUE 地球SOS』
第1話に艦名不明の同型艦が登場。バグア遊星人によって蒸発させられたことが新聞記事になっている。なお、原子炉ではなく「G反応炉」を機関とする「G反応空母」と設定されている。
『アイアムアヒーロー』
単行本第17巻に艦名不明の同型艦が登場。世界各地でZQNが蔓延する中、汐見台付近で座礁し、放棄されている。
『蒼き鋼のアルペジオ -アルス・ノヴァ-』
第1話に国連軍最終決戦艦隊参加艦として艦名不明の同型艦が登場。霧の大艦隊との「大海戦」に参加する。
『宇宙家族カールビンソン』
「カール・ヴィンソン」が作品名の由来の1つとなっている。なお、「カール・ヴィンソン」そのものは登場しない。
『カーズトゥーン メーターの世界つくり話』
第10話にニミッツ級を擬人化したキャラクターが登場。月面から帰還したムーンメーターら3台の回収に赴く。
『ガールズ&パンツァー』
第5話にサンダース大学付属高校の学園艦として酷似した艦が登場。しかし、サイズはモデルとなったニミッツ級より遥かに大きいものである。
『がっこうぐらし!』
単行本第10巻より「エイブラハム・リンカーン」が登場。乗員が全員空気感染し"奴等"になったために漂流している。
『機甲戦記ドラグナー』
ニミッツ級をモデルとした架空の空母「アクアポリス」「イースヨー」が登場。
『岸和田博士の科学的愛情』
米国（こめこく）海軍の「ミニッツ級空母」として登場。同型艦の約半数が巨大ロボット「空母マン」に変形することが可能とされている。作中では、第12巻にてハルナンバー88の「空母マン'88」が、岸和田博士を奪取すべく艦隊を率いて日本へ侵攻し、岸和田博士が操り千葉県某所に上陸した「都庁ロボ'98」と交戦する。
『ギルティクラウン』
第18話に艦名不明の第7艦隊所属艦が登場。「日本消滅計画」を実行すべく、同じく第7艦隊に所属する他艦とともに日本へ向かう。
『ケロロ軍曹』
単行本第20巻収録の「長編・深海の迷子たち」に艦名不明の同型艦が登場。西澤グループが保有する架空の空母「桃華」などとともにMU-22海域の封鎖を行い、その後は行方不明となった西澤桃華らの捜索に従事する。
『こちら葛飾区亀有公園前派出所』
「カール・ヴィンソン」がたびたび登場。主要人物の1人であるジョディー・爆竜・カレンが、発艦士官として配属されている。
『新海底軍艦』
国連軍特別平和維持部隊参加艦として艦名不明の同型艦が登場。第1話では少なくとも1隻が、地空人に対抗すべく南極へと向かっており、第2話では海底軍艦「羅號」接収のために小笠原諸島の菅原海洋開発基地へ赴いた際、地空人のビーム攻撃を受ける。
『新世紀エヴァンゲリオン』
架空の8番艦「オーバー・ザ・レインボウ」などが登場。「オーバー・ザ・レインボウ」は、テレビアニメ版第8話にて国連軍太平洋艦隊所属艦として海路で輸送されるEVA弐号機を護衛していたが、その最中に旧伊東沖で襲撃してきた第6使徒「ガギエル」と、これを迎撃するEVA弐号機との戦闘に巻き込まれてしまう。
なお、「オーバー・ザ・レインボウ」のアメリカ海軍時代の名は「ユナイテッド・ステイツ」であるという設定がある。
『ヱヴァンゲリヲン新劇場版:Q』
ヴィレ所属艦として数隻が登場。
フライトデッキの大部分は空中戦艦「AAAヴンダー」起動用のリアクターやケーブルで埋め尽くされておりケーブルで一部が隠れているが、ハルナンバー「77」とハルナンバー70番台の艦が確認できる。
『シン・エヴァンゲリオン劇場版𝄇』
ヴィレ所属艦として1隻が登場。
南極で実施された「ヤマト作戦」に於いてUS作戦で使用された盾と同様のシールドを艦底部に備えた、改8号機射出時機体保護特化改装型防御専用艦船として「AAAヴンダー」に懸吊される形で投入され、
エヴァンゲリオン改8号機γがNERV本部へ突入する際に使用される。
なお、特報では甲板上に「エイブラハム・リンカーン」と同様のハルナンバー「72」が描かれていたが、本編ではヴィレのマークに改められている。
『神秘の法』
アニメ映画版に艦名不明の同型艦が2隻登場。南台へ向かうべく日本領海内の太平洋上を航行中、帝国ゴドムの潜水艦の攻撃を受けて1隻が撃沈される。
『聖戦士ダンバイン』
第45話に第7艦隊所属艦として「カール・ヴィンソン」が登場。バイストン・ウェルの戦いが地上におよんだ際に反乱を起こし、反ドレイク勢力に協力する。
『沈黙の艦隊』
「カール・ヴィンソン」「エイブラハム・リンカーン」「セオドア・ルーズベルト」などが登場。太平洋艦隊と大西洋艦隊を率い、沖縄沖やニューヨーク沖などで原子力潜水艦「やまと」と戦闘を繰り広げる。
実写映画及びドラマ版では第7艦隊旗艦として「ロナルド・レーガン」と、第3艦隊旗艦として「エイブラハム・リンカーン」が登場する。なお「エイブラハム・リンカーン」は「やまと」による雷撃を受けて撃沈されるという、原作におけるミッドウェイ級航空母艦「ミッドウェイ」及びOVA版における原子力空母「エンタープライズ」の役割を担っている。
『トータル・イクリプス』
第2話に「ニミッツ級戦術機母艦」として「セオドア・ルーズベルト」が登場。航空機の代わりに戦術機を艦載する。作中では、琵琶湖運河に展開し艦載戦術機である「F-14 トムキャット」を用いて、日本本土に上陸し京都方面へと向かうBETA群を攻撃している。
なお、登場シーンは書籍『MUV-LUV ALTERNATIVE INTEGRAL WORKS』で先行して示されていた設定を映像化したものになる。
『ノブナガン』
テレビアニメ版第7話に「ジョン・C・ステニス」が登場。第3空母打撃群所属艦としてアーレイ・バーク級ミサイル駆逐艦「ハルゼー」をはじめとする指揮下の空母打撃群所属艦や超国家組織「DOGOO」のE遺伝子ホルダーらとともに、パナマ運河を目指す進化侵略体「ムサシ・ワンダー」と交戦する。
『ビビッドレッド・オペレーション』
連合防衛軍（UDF）参加艦として「ジョージ・ワシントン」が登場。オープニングに姿が映されている。
『深く静かに沈没せよ！！』
大野安之の漫画作品。収録作「輝け！第1679回日米対抗貿易不均衡合戦！！」に、架空の8番艦「ユナイテッド・ステーツ」が登場。米海軍から日本の丸の内商事にリースされ、自動車運搬船「びぢねす・ぢゃっぷ丸」として運用している。
『ブルーシティー』
「ニミッツ」「アイゼンハワー」「カール・ヴィンソン」（作中の表記では「カール・ビンソン」）が登場。米海軍壊滅後にドクター・ジェノサイドが自身の配下の「凍結艦隊」に加えており、南氷洋にて艦載機のF-14Aを用いてブルーシティー所属の潜水艦「プテラスピス」と交戦する。また、パイロット版のみが描かれた続編『バトルブルー』ではブルーシティー攻撃に赴いている。
『プレーンズ』
飛行隊「ジョリー・レンチ」の母艦として「ドワイト・D・アイゼンハワー」をモデルとしたキャラクター「フライゼンハワー」が登場。ハルナンバーは81。
『砲神エグザクソン』
単行本第1巻に架空艦「グランドキャニオン」が登場。ハルナンバーは95。宇宙人「リオファルド」の攻撃を受けて轟沈する。
『マクロス ゼロ』
第1話に主人公たちの母艦として地球統合軍所属の架空艦「イラストリア」が登場。同型艦の中でも後期に作られた「ニミッツ級後期型空母」と設定されている。作中では、反統合同盟軍の航空部隊による攻撃を艦橋に受けて通信が途絶する。
『魔人探偵脳噛ネウロ』
ウィルクス・ブース級原子力空母2番艦「ハーヴェイ・オズワルド」として登場。原作漫画では描かれていないが、アニメ版でのハルナンバーは81。第10巻・第11巻（テレビアニメ版第18話・第19話）にて、極東情勢の緊迫を受けて日本に寄港した際に、プログラム人格「電人HAL」によって電子ドラッグを用いて乗っ取られ、日本などの各国に2つの要求を呑ませるための脅迫として東京湾最深部に侵入。その3日後にAH-64 アパッチを用いた脳噛ネウロらの突入を受ける。
『マップス』
原作漫画第2話（単行本第1巻所収）に「ニミッツ」と「カール・ヴィンソン」が登場。海底約1000メートルで自動修理中の異星文明の宇宙船「リプミラ号」を捕獲すべく展開した米ソの艦隊に含まれているが、「カール・ヴィンソン」が浮上したリプミラ号に船体を両断されてしまう。
『魔法使いTai!』
OVA版第1話に艦名不明の同型艦が登場。宇宙から降下してきた物体「ツリガネ」を、指揮下の艦体とともに迎撃する。
『ムダヅモ無き改革』
第1巻（OVA版第1話）に「ジョージ・H・W・ブッシュ」が登場。佐渡島沖で行われる小泉ジュンイチローと金将軍の麻雀試合の舞台となる。
『めだかボックス』
第17巻に第二回漆黒宴の舞台として架空艦「ブラック」（通称「黒船」）が登場。個人のコレクションとされており、ハルナンバーは「ジョージ・ワシントン」と同じ73になっている。
『夜光雲のサリッサ』
第26話（単行本第6巻所収）に「ロナルド・レーガン」が登場。国際軌道監視機構（IOSS）に属する主人公たちがマウイ島から南太平洋上の人工島「反撃の狼煙」まで移動する際の中継点として用いられ、その際に退役機をレストアしたF/A-18 ホーネットを提供している。
『ヤマタイカ』
第2部に「カール・ヴィンソン」（作中での表記は「カール・ビンソン」）が登場。ヤマタイカのマツリの依代として復活した大和型戦艦「大和」に対処すべく、第7艦隊を率いてハワイから出撃。艦載機を用いて西太平洋上で「大和」を攻撃するが効果はなく、その後は日本へと針路を取った「大和」を東京湾まで追跡し、対「大和」用の電磁場発生システムを搭載した空母「ユナイテッド・ステイツ」の無線操艦を行っている。

## 小説
『9S』
第8巻に架空艦「ジェイムズ・F・ホイットモア」と艦名不明艦1隻が第4艦隊所属艦として登場。洋上に墜落したテロ組織「海星」の巨大飛行機「フリーダム」のサルベージを護衛していたが、別のフリーダムによる襲撃を受け、艦名不明艦がレーザー砲によって撃沈される。
『ARIEL』
「カール・ヴィンソン」（作中での表記は「カールビンソン」）が登場。第7巻では、東太平洋上で宇宙人の巨大ロボット「降下兵」と戦端を開いたキティホーク級航空母艦「コンステレーション」を支援すべく、原子力空母「エンタープライズ」とともに急行する。第9巻では、架空の対衛星ミサイル「ユニコーン」を搭載したF-14D スーパートムキャットを艦載して出撃し、東シナ海で降下兵を迎撃する。
『GODZILLA 怪獣黙示録』『GODZILLA プロジェクト・メカゴジラ』
「ハリー・S・トルーマン」と太平洋艦隊（のち地球連合海軍）所属の架空艦「サラトガ」が登場。「ハリー・S・トルーマン」はワシントン州沖で海中よりゴジラが放った熱線に貫かれ轟沈する。「サラトガ」はエビラIIIの撃破を初陣として、東サモア沖でのダカーラとの戦闘や日本での対ゴジラ最終決戦、コロンビアから日本までモスラの卵を輸送する「オペレーション・クレードル」などに参加している。
『アンドロメダ病原体－変異－』
「カール・ヴィンソン」が登場。アマゾン上流域東部の密林での「アンドロメダ変異体」発生を受け、空母打撃群を率いてペルーの太平洋岸沿海に展開し、艦載機のF/A-18E スーパーホーネットによるアンドロメダ反応抑制剤の使用を準備するが、実施されずに終わる。
『首都消失』
「カール・ヴィンソン」が登場。東京が「雲」に包まれてあらゆる通行・交信手段が断たれたことを受け、北海道近海で威嚇的な大演習を行ったソ連艦隊に対し、艦載機であるF-14 トムキャットを差し向けて警戒に当たらせている。
『征途』
第3巻に「セオドア・ルーズベルト」（作中での表記は「セオドア・ローズヴェルト」）「ニミッツ」「エイブラハム・リンカーン」が登場。「セオドア・ルーズベルト」は、湾岸戦争の際にペルシャ湾に展開した日米の空母3隻のうちの1隻となっている。「ニミッツ」は統一戦争の緒戦において、オホーツク海で演習中に日本民主主義人民共和国人民赤軍の八二式地対艦誘導弾（SS-N-12の架空の改造型）による奇襲を受け、「ニミッツ」は亜庭湾内で反応弾頭型1発を含む5発の直撃を受けて大破（この際に原子炉も損傷している）、「エイブラハム・リンカーン」も類似する経緯をたどり大破する。
『創竜伝』
第7艦隊所属艦として架空艦「覇王（ダイナスト）」が登場。通常の艦載機のほかに衛星高度戦闘機を搭載する。第3巻では、横田基地がドラゴン（竜体化した主人公たち）に攻撃されたことを受け、指揮下の艦隊とともに北太平洋から日本近海へと向かうが、2頭のドラゴンが関東上空に乱気流や放電現象を生じさせたため艦載機による攻撃を断念。第4巻では、日本近海を遊弋しつつ「四人姉妹」のレディLに協力するが、艦内で竜体に変身した主人公の1人の重力制御能力によって周囲の海水と艦隊ごと衛星軌道まで浮遊させられ、北極海周りでアメリカ本土まで飛行したのち、警告の意味合いを込めてホワイトハウス敷地内に着陸させられる。
『超空の艦隊』
「ジョン・C・ステニス」が登場。日本の歴史改変を阻止するためタイムゲートへ潜るも、紆余曲折を経て日本海軍に鹵獲されて「暁天」と改め、自衛隊要員で運用され対米戦の切り札となる。
『天空の富嶽』
「ニミッツ」他同型艦が多数登場。
「ジョージ・ワシントン」（改訂前は「キティホーク」）と「ニミッツ」が魚雷で、「ジョン・C・ステニス」「ハリー・S・トルーマン」「ロナルド・レーガン」が空対艦ミサイルと航空爆弾で大破する。
『超日中大戦 空母戦闘群激突』
「ジョージ・ワシントン」「ジョン・C・ステニス」「セオドア・ルーズベルト」が登場。
「ジョージ・ワシントン」は中国人民解放軍海軍のキロ型潜水艦からの核魚雷で撃沈。
終盤、中国を撃退した日本空母戦闘群を壊滅させるため「ジョン・C・ステニス」「セオドア・ルーズベルト」打撃群が送り込まれるも、出撃させたF/A-18の大半は撃墜され、護衛のイージス艦と原子力潜水艦も撃沈ないし大破させられて打つ手が無くなり降伏する。
『ニセコ要塞1986』
「ニミッツ」「エイブラハム・リンカーン」及び「ジョージ・ワシントン」がIBM艦隊所属艦として登場。
『日本沈没』
「ドワイト・D・アイゼンハワー」が登場。「日本沈没」の予測を受けて太平洋での活動を活発化させたソ連海軍を牽制すべく、大西洋方面よりタイのサタヒップ軍港へと回航される。
『ハイドゥナン』
第7艦隊所属艦として「ジョン・C・ステニス」が登場。尖閣諸島付近に派遣されており、日中の艦艇が威嚇砲撃の応酬を開始したことを受けて臨戦態勢に入る。
『漂流自衛隊』
第5巻に「ジョージ・H・W・ブッシュ」が第7艦隊所属艦として登場。海上自衛隊の空母「あさま」を旗艦とする第1護衛隊群との対抗演習を行うためにマリアナ沖へ移動中、突如として第二次世界大戦のマリアナ沖海戦直前時にタイムスリップしてしまい、旧アメリカ海軍に味方することとなったため、同様にタイムスリップして大日本帝国海軍に協力する第1護衛隊群と戦闘を繰り広げる。
『富士山噴火』
高嶋哲夫の小説。第7艦隊所属艦として架空艦「ウィリアム・ジェファーソン・クリントン」が登場。溶岩が南下している富士山南部の地域から住民を退避させる際、河本亜希子防災担当大臣の要請を受けて横須賀港から出港し、自衛艦、第7艦隊の輸送艦、民間船舶とともに避難民の救助と収容にあたる。また、艦内の病院施設を活用して避難民への治療を行う。
『妖神グルメ』
「カール・ヴィンソン」「ドワイト・D・アイゼンハワー」（作中ではそれぞれ「カール・ビンソン」「ドワイト・アイゼンハワー」）「ニミッツ」が登場。「カール・ヴィンソン」は太平洋上でマーシュ海運の潜水艇を拿捕した後、マーシュが呼び出したダゴンと交戦し大被害を受ける。「ニミッツ」と「アイゼンハワー」はクトゥルー復活を阻止すべくルルイエ海域に展開するが、ルルイエの浮上に巻き込まれて指揮下の艦隊もろとも全滅する。
『Dジェネシス ダンジョンが出来て3年』
商業出版版9巻でダンジョンでモンスター討伐でドロップできるようになった、原子爆弾用プルトニウムガリウム合金ピット (核兵器)を使った核爆発テロを阻止する為、地球上の高濃縮ウラン（30%以上）とプルトニウムガリウム合金をダンジョン主らが消滅させるようになった結果、同10巻で核燃料を喪失した「セオドア・ルーズベルト」「ジョン・C・ステニス」は作戦離脱、ノーフォークの埠頭に停泊していた「エイブラハム・リンカーン」も原子炉が起動しなくなり、他国も含め全地球の全原子力空母と全高濃縮ウラン原潜と全核兵器などが無力化した。

## ゲーム
『U.S.NAVY』
自機の母艦として、「カール・ヴィンソン」が登場。
『アクウギャレット』
自機の母艦として、ハルナンバー79の架空艦が登場。
『ウルトラ作戦 科特隊出撃せよ!』
某国の最新鋭空母として登場。第1話にて、小笠原諸島沖で怪獣ゴルドキングの襲撃を受け沈没する。
『エースコンバットシリーズ』
各作品において、「空母（AIRCRAFT CARRIER）」のCGモデルとして登場する。
『エースコンバット5 ジ・アンサング・ウォー』
ニミッツ級をモデルにしたオーシア連邦海軍のヒューバート級航空母艦「ケストレル」が登場。劇中序盤よりオーシア海軍第3艦隊所属艦として登場し、終盤では環太平洋戦争の裏に潜む陰謀に立ち向かう主人公たちの母艦として活躍する。
他にも「ケストレル」と同じ第3艦隊所属艦で同型艦と思われる「ヴァルチャー」「バザード」が登場する他、終盤のセレス海海戦では主戦派のオーシア艦隊所属艦として「バーベット」が登場する。
『エースコンバット7』
ニミッツ級をモデルにしたオーシア海軍空母「ケストレルⅡ」「ヴァルチャー（『5』に登場した艦と同名だが関連性は不明）」「アドミラル・アンダーセン」と、ユージア大陸に展開するIUN国際停戦監視軍所属空母「アルバトロス」が登場。
『エアロダンシングシリーズ』
『エアロダンシングF』以降に実装された空母登場マップに架空のニミッツ級空母が登場。ハルナンバーは93。
『エナジーエアフォース aimStrike!』
「ジョージ・ワシントン」が登場。
『グランド・セフト・オートV』
オンラインの強盗ミッションにおいて、ニミッツ級をモデルにした架空の空母「ルキシントン」がロスサントス沖に出現する。ハルナンバーは96。
『コール オブ デューティ モダン・ウォーフェア3』
マンハッタン島沖で「ニミッツ」が沈んでるのが確認できる。
『バトルフィールドシリーズ』
『BF3』
キャンペーンに「ジョージ・H・W・ブッシュ」が登場し、F/A-18F スーパーホーネットを発艦させる。
『BF4』
キャンペーンに第7艦隊の旗艦として、架空艦「タイタン」が登場。中国軍の攻撃により「タイタン」以下、第7艦隊が壊滅する。
『バンゲリングベイ』
自機の母艦として、架空の4番艦「ロナルド・レーガン」が登場。ハルナンバーは52。第2艦隊の旗艦であり、第2艦隊を率いてカリブ海で演習中に次元侵略者「バンゲリング帝国」が生じさせた暗黒空間の中に閉じ込められ、第2艦隊および演習に参加していたアイオワ級Q型戦艦がバンゲリング帝国に乗っ取られた中、単艦で抵抗を開始する。
『萌え萌え大戦争☆げんだいばーん』
「セオドア・ルーズベルト」が鋼の乙女「イーディス」のモデルとなっている。「セオドア・ルーズベルト」自体は登場はしない。
『Modern Warships』
プレイヤーが操作できる艦艇として1番艦「ニミッツ」が登場。